# Associação Desportiva Vitória
L'Associação Desportiva Vitória, noto anche semplicemente come Vitória, è una società calcistica brasiliana con sede nella città di Vitória de Santo Antão, nello stato del Pernambuco.

## Storia
Il club è stato fondato il 3 agosto 1990. Ha partecipato al Campeonato Brasileiro Série C nel 1992, nel 1994, nel 1995, nel 1997, e nel 2005.